# Cyphopisthes luzonicus
Cyphopisthes luzonicus är en skalbaggsart som beskrevs av Renaud Maurice Adrien Paulian 1978. Cyphopisthes luzonicus ingår i släktet Cyphopisthes och familjen Hybosoridae. Inga underarter finns listade i Catalogue of Life.